# Museo degli strumenti per la navigazione
Il Museo degli strumenti per la navigazione è un museo dedicato agli strumenti e oggetti di navigazione con sede a Bellagio in Provincia di Como. Il museo è inserito tra i luoghi della cultura documentati dal Ministero della cultura ed è uno dei due musei di Bellagio insieme al museo di Villa Melzi.

## Storia
Il museo è fondato da Gianni Gini, appassionato di barche d’epoca e alla storia e alle tradizioni marinare. Gianni Gini è stato negli anni Settanta proprietario di Bona Fide (un Cutter aurico progettato nel 1899 da Charles Sibbik che non era riuscito a partecipare alle Olimpiadi di Parigi del 1900) e dello scafo Victory 83, che ha partecipato all'edizione del 1983 della Coppa America.

## Collezione
La collezione è costituita da circa 200 oggetti e strumenti legati alla navigazione acquisiti in 40 anni: strumenti di varie epoche che hanno permesso all’uomo di orientarsi in mare e oggetti legati alla navigazione. Datati a partire dal 1500, tra questi vi sono bussole, astrolabi, cannocchiali settecenteschi di produzione veneziana, cronometri di marina, orologi solari, una sfera armillare (un modello della sfera celeste), dei diari di bordo dell’Ottocento e un planetario in ottone. 
La collezione è esposta sui 3 piani dell’edificio con gli oggetti collocati in base alla loro funzione: al primo piano sono collocati gli strumenti per la determinazione della latitudine; al secondo piano quelli per la longitudine e al terzo piano i diari di bordo e gli strumenti per il carteggio.

## Edificio
Il museo è collocato nella frazione San Giovanni di Bellagio in una abitazione, con torre ristrutturata intorno al 2005.
All’interno del museo ha sede un caffè letterario Plinio il Giovane, progettato da Mario Prandina.  Il caffè propone un programma culturale curato da Marina Mojana e Gianni Gini e organizzato tra giugno e settembre; nel 2018 il programma ha presentato interventi di Mario Prandina che ha realizzato il caffè letterario, degli scrittori Emilio Magni e Leo Miglio, dello scultore Abele Vadacca e presentazioni sullo scrittore Luigi Santucci e sul Trofeo Grand Hotel Villa Serbelloni.